# Ed Thomas
Ed Thomas, född 1961 i Abercraf i Brecknockshire, är en walesisk dramatiker, TV-producent och TV-regissör.

## Biografi
Ed Thomas studerade engelska vid Cardiff University. Hans debutpjäs var The House of America som uppfördes på St Stephen's Theatre i Cardiff 1988 och som efter att ha flyttats till Royal Court Theatre i London vann Time Out Award för bästa nya pjäs. Hans debutpjäs på kymriska var Adar Heb Adenydd (Fåglar utan vingar) som uppfördes på Y Cwmni Cyf Theatre i Cardiff 1989. Ed Thomas var också en av grundarna av Y Cwmni som dock inte längre existerar. Hans genombrottspjäs var Gas Station Angel som uppfördes på Royal Court 1998 och flyttades till West End innan den turnerade till Bryssel, Köpenhamn och Berlin. Bland priser han tilldelats kan nämnas BBC Writer of the Year Award 1993. Hans pjäser har översatts till mer än tio språk. Han är medskapare till den walesiska noir-deckarserien Hinterland som jämförts med True Detective och visats i bland annat Danmark och Norge.
Hans pjäser utmanar schablonbilden av Wales och kännetecknas av ett kraftfullt språk. Hans stil är suggestiv och poetisk. Han berör motiv som skuld, vrede och passion.